# Runor

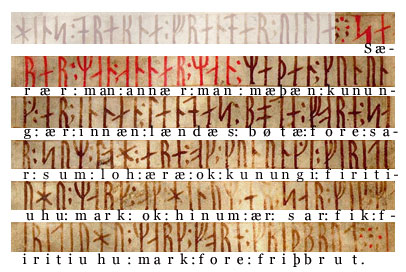
Utdrag från sida 27 av Codex Runicus (”runiska kodexen”) med translitteration.

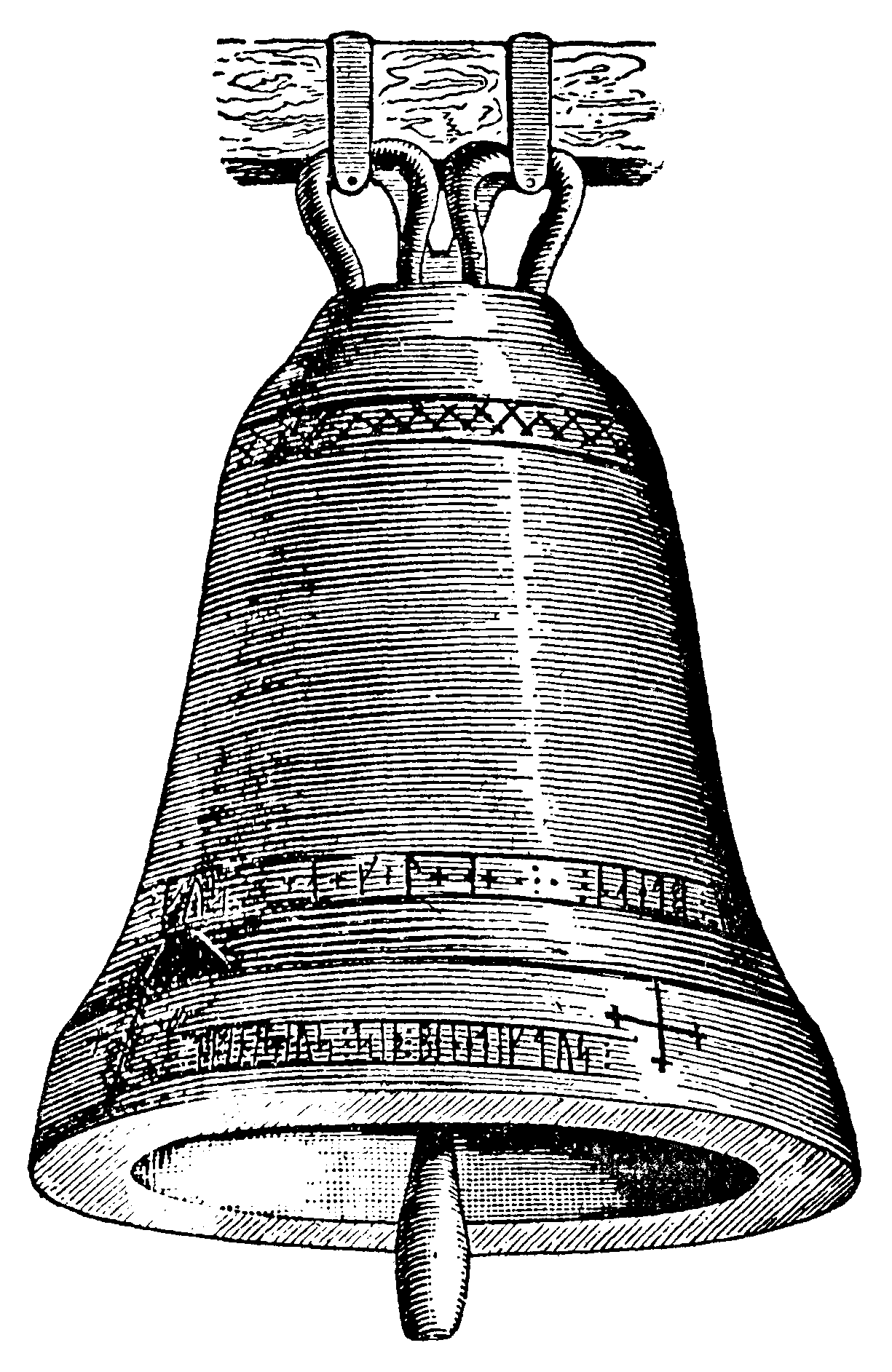
Saleby lillklocka i Västergötland, med ristade runor.

Runor är skrivtecken som uppstod århundradena efter Kristi födelse och brukades av germaner. Runorna ordnas i runrader uppkallade efter de sex första runornas ordningsföljd: äldre futhark (ᚠᚢᚦᚨᚱᚲ, fuþark), anglofrisisk futhorc (ᚠᚢᚦᚩᚱᚳ, fuþorc) och yngre futhark (ᚠᚢᚦᚬᚱᚴ, fuþąrk), vilket i svenskan homologerats till ordet futhark (jämför alfabet) för att beskriva dessa runuppsättningar i allmänhet. De äldsta runfynden härrör från det sena 100-talet e.Kr. Flera olika runrader användes för olika språk, och vissa runtecken införlivades även i varianter av det latinska alfabetet, vilket allteftersom (i Norden på 1000–1200-talet) ersatte runorna, även om spridda bruk av dessa länge levde kvar på sina håll – i Dalarna skrevs det exempelvis runor ända in på 1800-talet. Runorna fick också en renässans på 1600-talet genom bland annat Johannes Bureus som tryckte en lärobok med runor för svenskt skolbruk.
Samtliga runinskrifter, såväl inom Norden – några också i Finland, nära den svenskspråkiga byn Vörå i Österbotten – som utanför, men än så länge med undantag för dalruneinskrifterna, samlas i Samnordisk runtextdatabas. Runfynd har gjorts från Sydeuropa ända upp till Lappland och Ryssland, men förekommer rikast inom Mälardalens runstenar. Ett par ytterst tveksamma fall har upptäckts i Nordamerika, däribland den uppmärksammade Kensingtonstenen. Runor finns främst bevarade som inskrifter på stenar, men också på ben och trä samt på runbleck som är små metallbleck av koppar, brons eller bly med inristade runor. 
Runliknande skrivtecken har använts bland de uraliska folken, men med undantag för ungerska runor (székely rovásírás) brukar dessa inte kallas för eller klassas som runor.

## Runornas ursprung

### Uppkomst

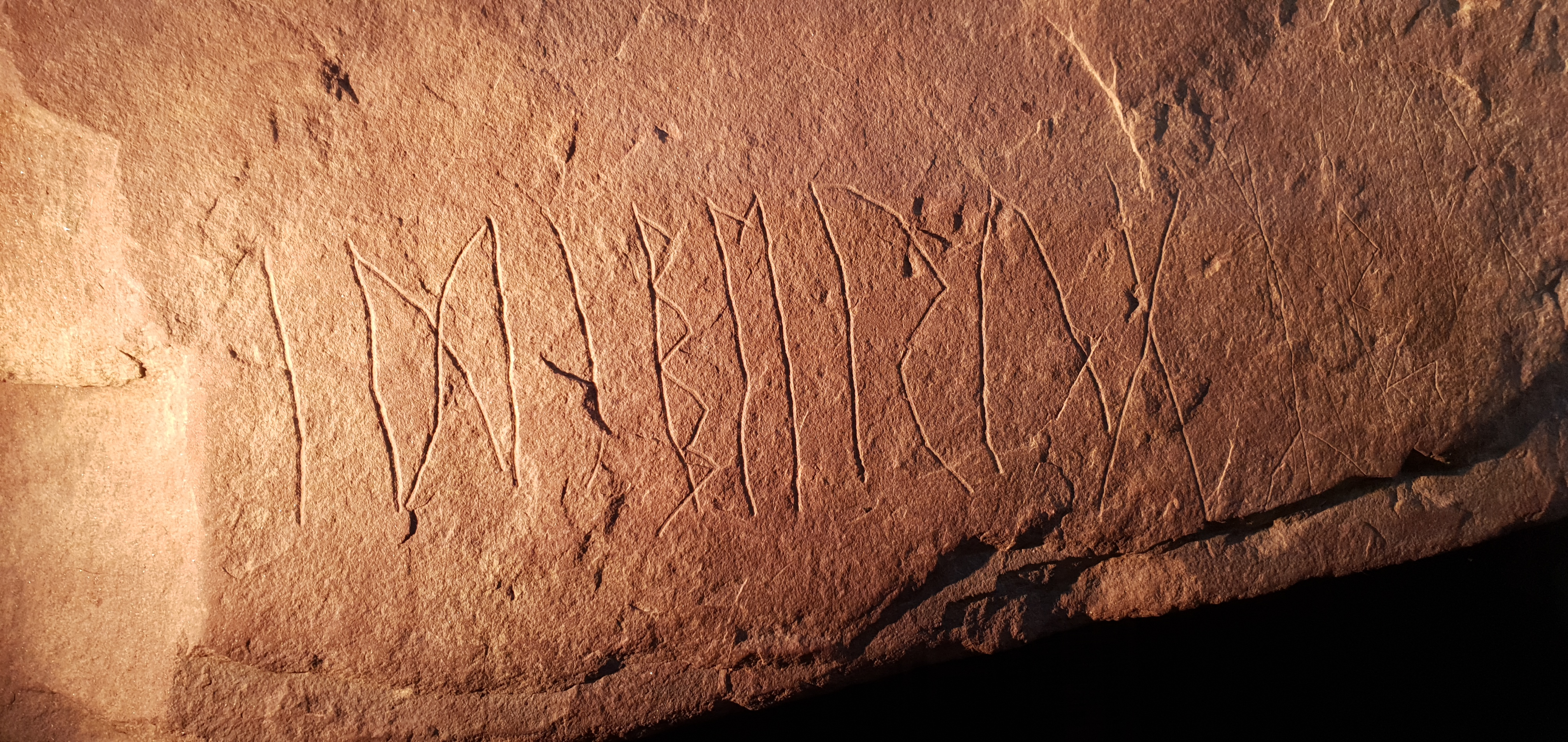
Svingerudsstenen, en runristad sten från de första två århundradena (25–250 e.Kr.) det hittills äldsta fyndet av futhark.

Runorna skapades troligen kring Jesu födelse (tidigare uppskattat till de två första århundradena efter Kristus) och har troligen påverkats av både det romerska och det grekiska alfabetet. Det finns en mängd olika teorier kring runornas uppkomst, och någon absolut säker teori är antagligen svår att fastställa. Vad man vet är att runorna fanns bland alla germanstammar runt Nordsjön och Östersjön under århundradena efter Kristi födelse. Uppkomsten tycks vara starkt knuten till den ökade kontakt som germanerna hade med Romarriket runt år 1 och den folkvandringsperiod som följde. De äldsta runfynden har daterats till ungefär 150 till 200 efter Kristus, med Svingerudsstenen daterad till 50 före Kristus som tidigast och 275 efter Kristus som senast.
En sen hypotes av John Troeng är att åtminstone fem runors utseende eventuellt skulle kunna associerats med arameisk-semitiska nabateiska tecken, vilket då skulle förklaras med att runorna fördes upp till Skandinavien av före detta romerska trupper av blandat ursprung som bosatte sig intill vad som motsvarar dagens Danmark, och som upprättat handel vid sidan av att införa runorna.

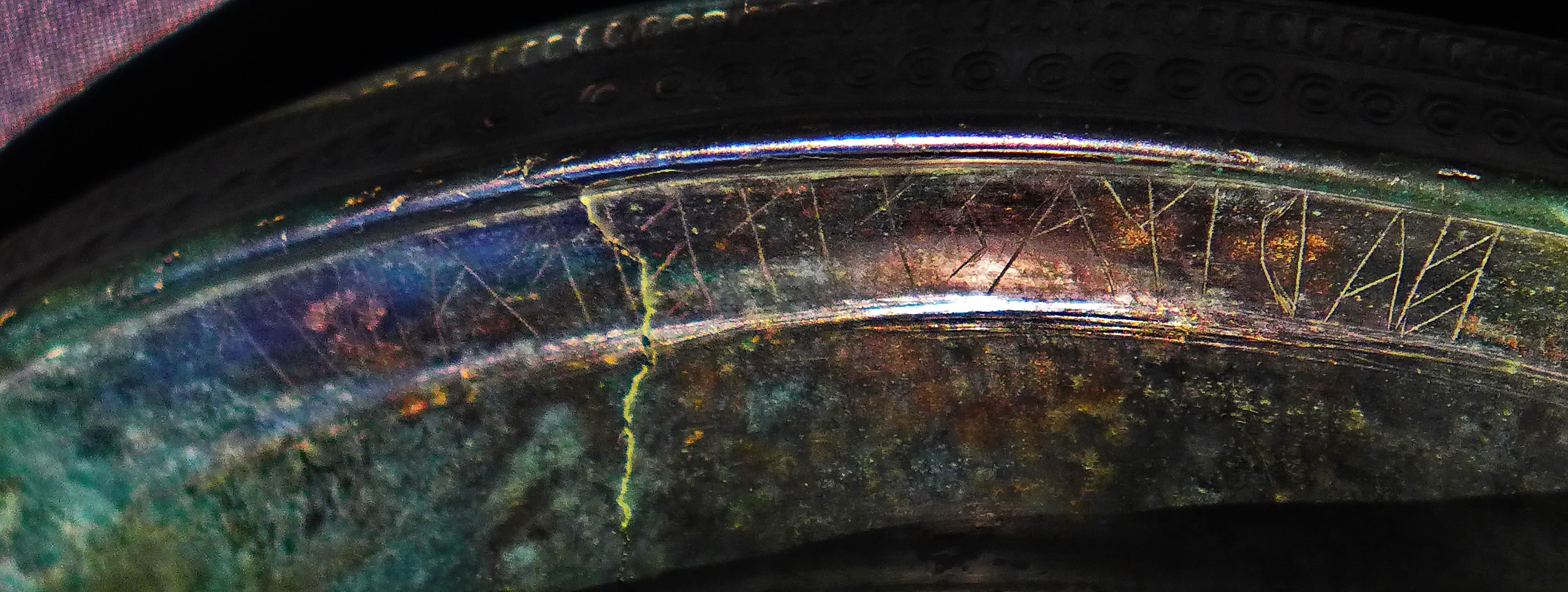
Den äldsta kända urgermanska skriften: harikastiteiva\\\ip, ristad i nordetruskiska alfabetet på Negauhjälmen (Negau B), århundradena innan Kristi födelse.

Den äldsta kända urgermanska skriften återfinns på Negauhjälmen (Negau B), inristad någon gång mellan 400 till första århundradet före Kristus och skrevs med det nordetruskiska alfabetet. Detta liknar den de urgermanska runorna i formgivning samt att vissa tecken är identiska med vissa runor men skiljer sig annars i uppsättning och symbolernas ljudvärden. Texten stavar ut (ursprungligen höger till vänster):
| H | A | R | I | G | A | S | T | I | T | E | I | V | A | \\\ | I | P |
| h | a | r | i | g | a | s | t | i | t | e | i | v | a | \\\ | i | p |

Texten harigastiteiva\\\ip antas betyda något i stil med Harigasti + Teiva, ägarens namn (Härgäst) + dennes gud (möjligen Tyr: urgermanska: Tiwaz).

### Rötter

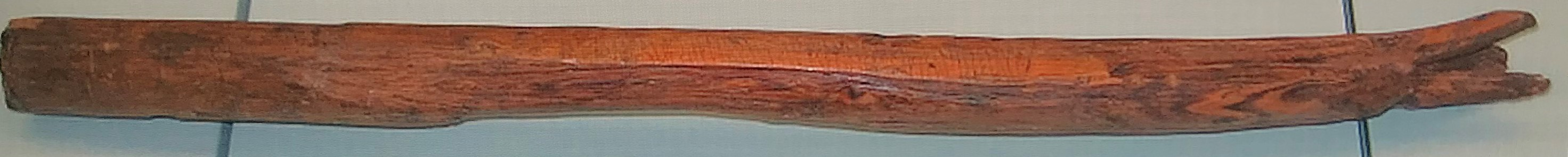
Runsticka från Ryssland

Mycket litet är känt om runornas rötter, men sannolikt är de åtminstone delvis inspirerade av vissa skrivtecken i de klassiska alfabeten, såsom det grekiska och latinska, men även fornitalisk skrift, såsom de etruskiska och rätiska alfabeten. Flera runtecken stämmer i många fall överens med klassiska bokstäver medan andra kan länkas till klassiska bokstäver på annat vis. I flera fall skiljer sig runorna bara marginellt från sin bokstavsmotsvarighet men följer vissa regler, såsom att de vågräta bistavarna utbytts mot vinklade dito och de krökta formerna knäckts och rätats. Eftersom vågräta och krökta linjer undvikits helt tros runorna ursprungligen ha utformats för att snittas i trä, då krökta linjer är svårsnittade i trä medan vågräta linjer hamnar längs träets fibrer och blir svårlästa. Denna princip behöver inte heller ha uppstått med runorna, utan samma snittregler uppvisas även inom flera av de fornitaliska alfabeten. Likaså finns det rätiska och runiska skrivtecken som ser ut att ha bildats genom att rotera klassiska bokstäver för att undvika horisontella linjer.
Nedan återges några teoretiska grunder för de äldre runorna. Vissa runor uppvisar tydlig koppling till klassiska bokstäver medan andra runor är mer svårtydda vart de torde komma från och det är inte omöjligt att vissa av de ursprungliga runorna är nyskapelser eller långsiktigt baserade på andra bokstäver. Notera att flera av dessa runtecken även återfinns som bokstavsvariation inom de rätiska alfabeten varför de inte behöver ha uppstått som runa utan kan ha inhämtats från annat håll. Sedan är även de rätiska alfabeten besläktade med de klassiska alfabeten, varför nedan angivna grunder även kan stå för de rätiska skrivtecknen. 
Språknyckel: lat = latin, grc = klassisk grekiska, ett = etruskiska, xve = venetiska, xrr = västrätiska > östrätiska, xcc = camuniska, xlp = lepontiska
| Runa | Ljud | lat | grc   | ett | xve | xrr | xrr | xcc | xlp | Not |
| ---- | ---- | --- | ----- | --- | --- | --- | --- | --- | --- | --- |
| ᚠ    | /f/  | F   |       |     |     | –   | –   | –   | –   | Samma rot som F. |
| ᚢ    | /u/  | Y   | Υ     |     |     |     |     |     |     | Möjligen samma rot som Y via grekiska ypsilon (versal: Υ, gemen: υ) som uppträder vält som variation i fornitalisk skrift.                       |
| ᚦ    | /þ/  | –   | –     | –   | –   | –   | –   | –   | –   | |
| ᚨ    | /a/  | A   |       | 𐌀   |     |     |     |     |     | Möjligen samma rot som A via klassisk grekiska (alfa) och fornitaliska 𐌀 till öppna varianterna .                                                |
| ᚱ    | /r/  | R   | –     | –   | –   | –   | –   | –   | –   | |
| ᚲ    | /k/  | C   | Gamma |     | –   | –   | –   |     | –   | Jämför faliskiska: (/k/). Samma rot som C. |
| ᚷ    | /g/  | –   | Χ     | –   | –   | –   | –   | –   | –   | Klassisk grekiskt uttal: /kʰ/. |
| ᚹ    | /w/  | –   | –     | –   | –   | –   | –   | –   | –   | |
| ᚺ    | /h/  | H   | –     | –   | –   | –   | –   |     | –   | |
| ᚾ    | /n/  | –   | –     | –   | –   | –   | –   | –   | –   | |
| ᛁ    | /i/  | I   | Ι     | –   | –   | –   | –   | –   | –   | |
| ᛃ    | /j/  | –   | –     | –   | –   | –   | –   | –   | –   | |
| ᛇ    | /ï/  | –   | –     | –   | –   | –   | –   | –   | –   | |
| ᛈ    | /p/  | –   | Π     | –   | –   | –   | –   |     | –   | Π (Pi) bakåtvält med huvudstavarna krökta inåt: Π ⤿ ⊏ → ᛈ. Jämför camuniska: (/p/).                                                              |
| ᛉ    | /z/  | –   | –     | –   | –   | –   | –   |     | –   | |
| ᛊ    | /s/  | –   | Σ     | –   |     |     |     | –   |     | |
| ᛏ    | /t/  | T   | –     | –   | –   | –   | –   |     | –   | |
| ᛒ    | /b/  | B   | –     | –   | –   | –   | –   | –   | –   | |
| ᛖ    | /e/  | E   | Ε     |     | –   | –   | –   | –   | –   | Ε (Epsilon) framåtvält med huvudstav och mellersta bistav kombinerade till en klyka: E → Σ ↷ ᛖ. Jämför faliskiska: (/e/), etruskiska (sällsynt). |
| ᛗ    | /m/  | –   | –     | –   | –   | –   | –   | –   | –   | |
| ᛚ    | /l/  | –   |       | –   |     |     |     |     |     | |
| ᛜ    | /ŋ/  | –   | –     | –   | –   | –   | –   | –   | –   | |
| ᛞ    | /d/  | –   | –     | –   | –   | –   | –   | –   | –   | |
| ᛟ    | /o/  | –   | Ω     | –   |     | –   | –   | –   | ᛟ   | Klassisk grekiskt uttal: /ɔ̂ː/. Jämför faliskiska: (/e/), etruskiska (sällsynt /e/).                                                              |

## Äldre runor (urgermanska runor)

Äldre runraden.

Äldsta varianten av runor innehåller 24 tecken och de äldsta fynden är från det senare 100-talet e.Kr. Denna runrad utbredde sig över hela det germanska språkområdet, men har speciella koncentrationer i Tyskland, Danmark och Sverige. Den gotländska Kylverstenen är det äldsta fyndet av en fullständig urgermansk futhark. Futharken är indelad i tre "ätter":
Varje runas namn började med inledningsbokstaven utom femtonde och tjugoandra runorna (algiz och iŋwaz) vars ljud aldrig förekom i början av ord. Symboler som θ eller þ uttalades som i engelskans that eller thing och motsvaras av "d" eller "t" i nusvenska. Det finns över 300 bevarade inskrifter med denna futhark varav de äldsta är inskriptioner på små föremål som vapen och smycken.

### Gotiska runor
Gotiska runinskrifter använder en klassisk 24-typig futhark och uppträder sporadiskt under de första århundradena efter Kristus.
Från 300-talet ersattes den 24-typiga futharken i den gotiska kulturkretsen med det Gotiska alfabetet, vilken huvudsakligen baserades på det grekiska alfabetet men utan mellansteg och skapades troligen av Wulfila. För att fylla ut tecken för de ljudvärden som krävdes för forngotiskan överfördes vissa runor till det ersättande alfabetet, såsom u (ᚢ → 𐌿). Även bokstävernas namn överfördes från de äldre runorna.

### Anglofrisiska runor

Den 33-typiga (34-typiga) anglosaxiska futhorcen.

anglosaxarna och friserna vidareutvecklade den 24-typiga futharken under 400-talet till en 26-typig dito där bland annat äldre a delades upp i o (å), a och ä (ᚨ → ᚩ, ᚪ, ᚫ). Senare kring 800-talet introducerades två till runor, en modifierad u-runa som y (ᚢ → ᚣ), samt en bokstav för ea/äa (ᛠ), då en 28-typig runrad. Vid denna tidpunkt torde runraden ha ersatts av latinsk skrift i fornfrisiskan varför den hädan torde kallas anglosaxiska runraden.
Ytterligare runor följde och vid 1000-talet hade den anglofrisiska runraden utvidgats till en 33-typig runrad. Ytterligare runor finns (totalt finns 34 anglosaxiska unicode-runor) men skriftligt belägg är undermåligt för deras ljudvärden och namn varför de inte inräknas.
Runinskrifter med de anglofrisiska runorna återfinns mest i Storbritannien. Den kompletta 28-typiga anglosaxiska futharken återfinns bland annat på Themsensvärdet, Codex Vindobonensis 795 och Cotton MS Otho B (†).

### Markomanniska runor

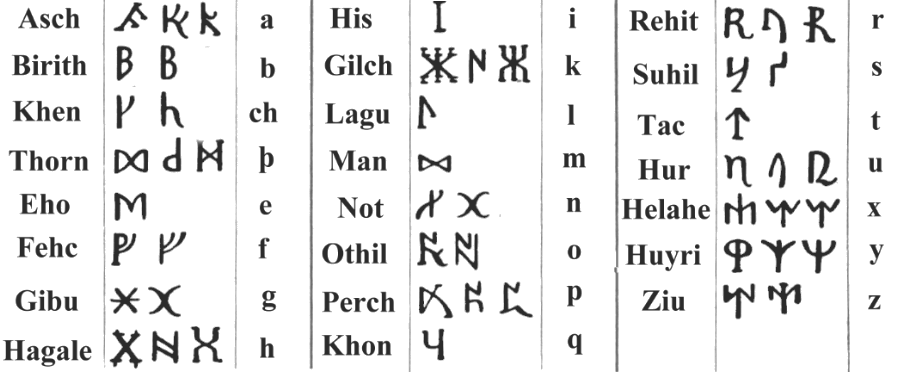
Markomanniska runalfabetet.

I De Inventione Litterarum, en text som enligt Benediktermunken Hrabanus Maurus baserar sig på källor från 700-800-talets karolingska rike, finns ett runalfabet bevarat som av hävd brukar kallas det markomanniska, även om det inte finns någon direkt koppling till markomannerna.
Det markomanniska runalfabetet består till synes av en blandning av äldre germanska och anglosaxiska runor. Alfabetet brukar antas vara ett tidigt försök att hitta runor ekvivalenta till det latinska alfabetets bokstäver.

## Yngre runor (nordiska runor)

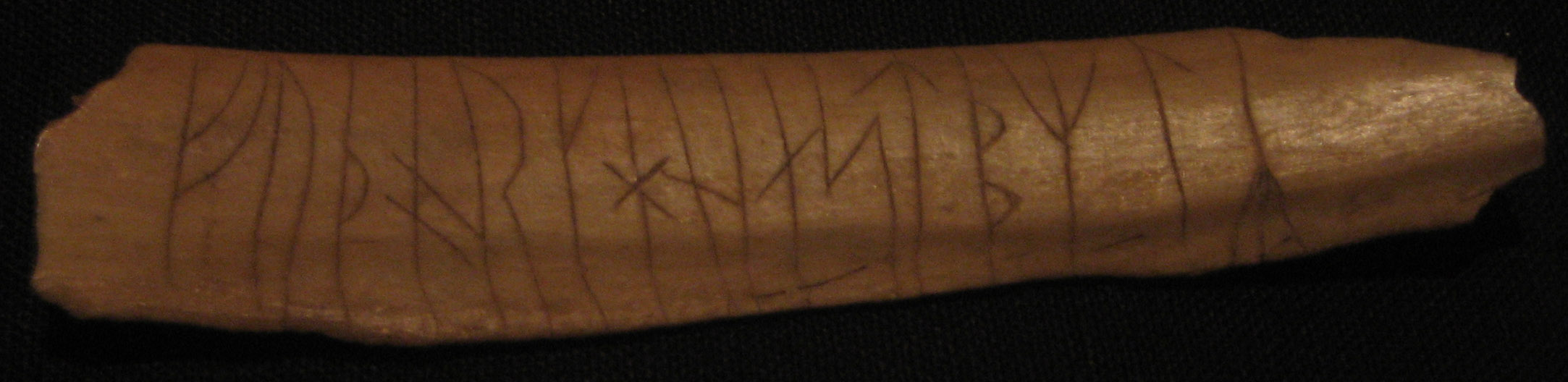
En futhark ristad med de yngre runorna på ett ben från Lund.

De yngre runorna är de "vanliga runorna" som användes under vikingatiden. De återfinns i Skandinavien och i områden från fornnordiska bosättningar från 800-talet fram till medeltiden. De består av en reducerad version av den 24-typiga futharken och innehåller 16 tecken. Detta innebär att många av runorna fick representera flera olika fonem. Att runraden blivit kortare och inte längre är på sätt och vis en paradox då de nordiska språken vid denna tid fått in många nya ljud som inte kunde skrivas med den gamla 24-typiga runraden. Det finns mycket få inskrifter från övergångstiden mellan äldre och yngre runraden vilket gör det svårt att säga hur övergången skett. Det finns två varianter av runorna, långkvistrunor (normalrunor) och kortkvistrunor.

### Långkvistrunor och kortkvistrunor

Yngre runraden. Långkvistrunor överst och kortkvistrunor underst.

Långkvistrunor (även normalrunor, ibland danska runor) brukades sannolikt från 800-talet och framåt i Danmark, senare även i Sverige. Inskrifter finns på bland annat Görlevstenen.
Kortkvistrunor (ibland svensk-norska runor) brukades sannolikt under 800-talet i det som idag är Sverige och Norge. Inskrifter finns på bland annat Rökstenen som har världens längsta runinskrift.
Långkvistrunorna är de vanligast förekommande på runstenar. De användes antagligen som en mer högtidlig form på exempelvis minnesmärken medan kortkvistrunor användes för att skriva vardagliga meddelanden som ristades i trä. Det finns nästan 3 000 inskrifter med yngre runraden i Sverige varav de flesta är från år 950–1100.

### Stavlösa runor

Runrad med stavlösa runor.

Stavlösa runor (ibland hälsingerunor), är en variant av runskrift där huvudstavarna är bortrationaliserade, varpå skriften består av streck och punkter med olika lutning, längd och höjdplacering.

### Stungna runor

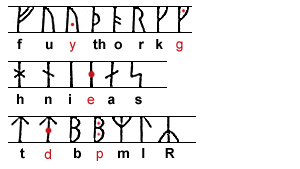
Runrad med stungna runor.

Stungna runor är runor med diakritiska tecken, alltså med tillägg av en liten markering som anger ändrat uttal. Denna markering började dyka upp under 1000-talet och bestod då av en punkt, så kallat sting, som applicerades i en runas hålrum eller på en stav, då kallade stungna runor (historiskt även steglade runor).
Sting användes för att dela upp runor efter dess ljudvärden. Exempelvis, innan sting kunde konsonantrunorna ᚴ, ᛒ och ᛏ stå för både k/g, b/p och t/d respektive i den ostungna yngre futharken. Med sting kunde dessa värden särskiljas genom att ostungna runor, eller normalrunor, huvudsakligen bar sitt första ljudvärde medan stungna runor bar sitt andra ljudvärde.

### Medeltida runor

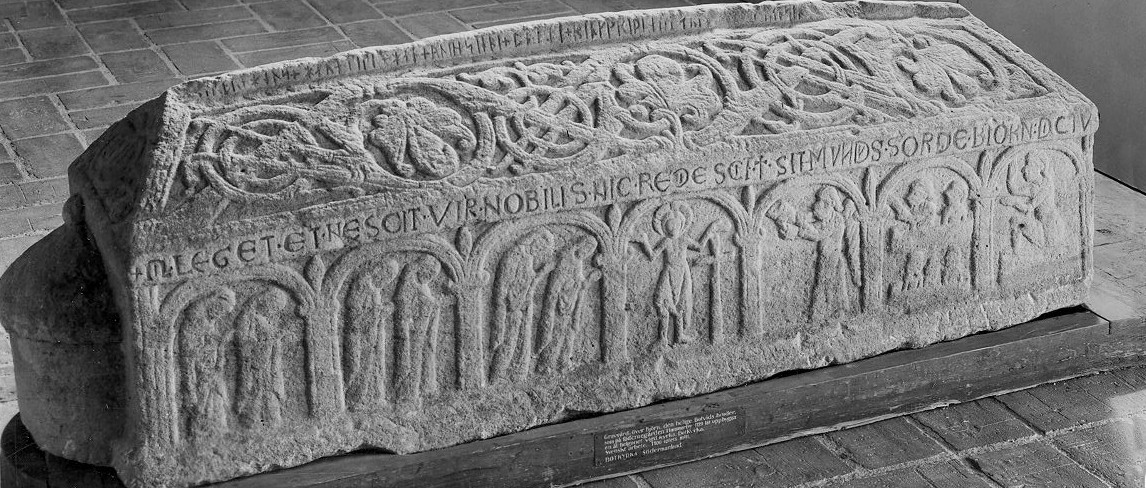
Botkyrkamonumentet med runor i Botkyrka kyrka.

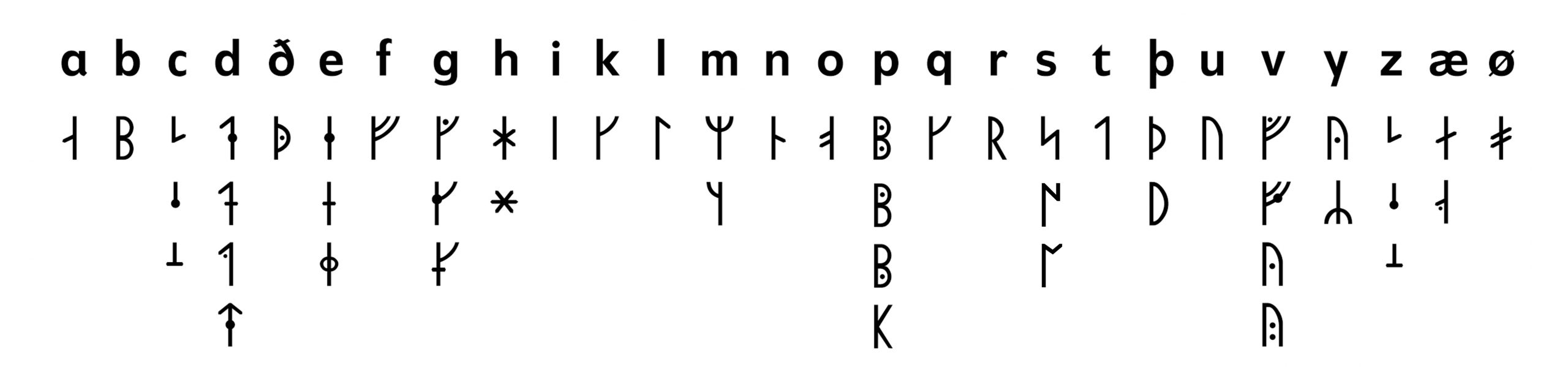
Medeltida runor.

Under medeltiden utvecklades en modifierad runrad utifrån den yngre stungna runraden. Denna runrad kallas ibland för medeltida futhork, snarare än futhark, då den fjärde runan ᚮ nu gjorde ett o-ljud. Syftet med den nya runraden var att man skulle kunna återge alla relevanta fonetiska ljud som fanns i språket vid denna tid och att kunna återge de icke-fonetiska latinska tecknen c, q och z. Se även Codex Runicus.
Utöver stungna runor utökades även vokalrunorna genom uppdelning av kortkvist- och långkvistrunorna: ᛆ = /a/, ᛅ = /ä/, ᚮ = /o/, ᚯ = /ö/ etc. Den överflödiga runan ᛦ [yr], som gjorde ett r-ljud, som på grund av språkförändringar blivit identiskt med r-ljudet ᚱ representerade, skiftades om till att representera y-ljudet på grund av sitt namn Yr. Detta var särskilt vanligt i Norge, medan ᚤ var vanligare för samma ljud i Sverige och Danmark.
De medeltida runorna ställdes emellanåt i alfabetisk ordning, istället för den typiska futharkiska ordningen, troligen på grund av det latinska alfabetets växande inflytande i Norden.
Som vardagsskrift dominerade runorna under hela 1200-talet och in på 1300-talet innan de började ersättas av de latinska bokstäverna. På många håll fortsatte de dock att vara i bruk längre än så: på Gotland levde de kvar in på 1400-talet, på Öland finns en inskrift från 1540-talet som antyder att runorna ännu var i fullt bruk bland allmogen där. Särskilt länge levde bruket av runor kvar i Dalarna, se Dalrunor.
Under medeltiden användes runor även som kalenderfunktion på trästavar, se runstav.

### Dalrunor
Dalrunor är en form av runor som användes i norra Dalarna från 1500-talet fram till 1900-talets början.

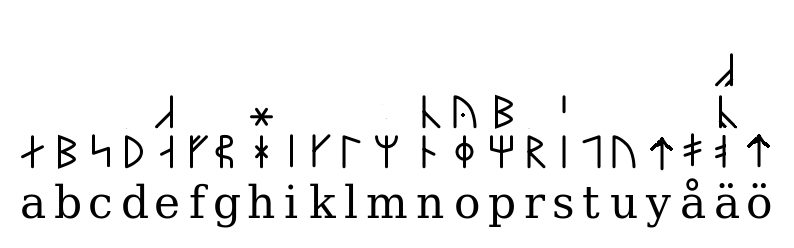
Dalrunor, brukade under slutet av 1500-talet.
Dalrunor, senare varianter.

## Specialrunor och andra runtecken

### Begreppsruna

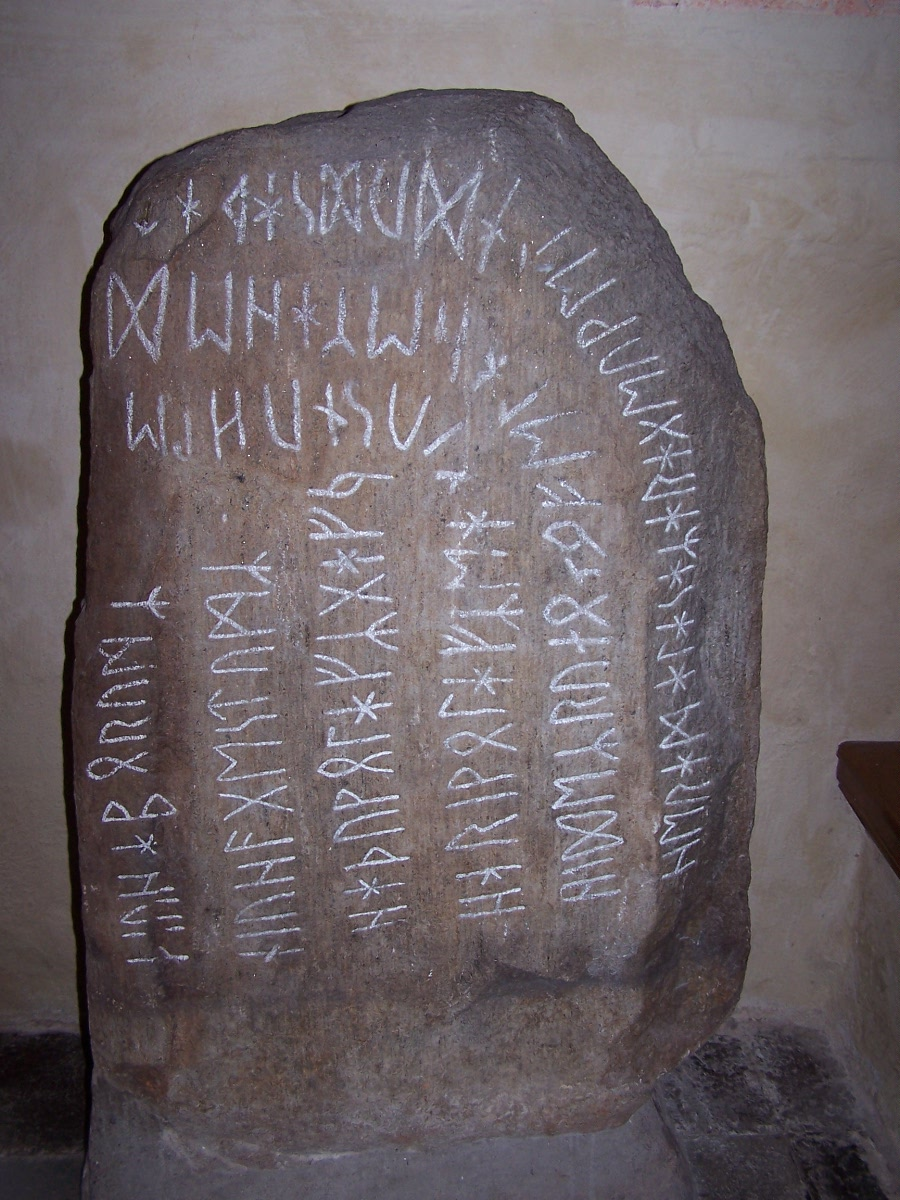
Stentoftenstenen, som använder j-runan som begreppsruna.

Begreppsrunor är runor som istället för bokstav agerar ideogram, det vill säga skrivtecken som står för ett ord eller ett begrepp istället för ett språkligt ljud eller stavelse, och representerar då sitt namn istället för sina ljudvärden.
Ett äldre exempel på begreppsruna finns hos Stentoftenstenen i Blekinge där man kan läsa "Hådulf gav ᛃ", där ᛃ-runan står för jara, ”äring, årsväxt, årsskörd” (samma rot som year på engelska), vilket ungefär torde betyda ”Hådulf gav god tillväxt”. Senare exempel är bland annat den isländska dikten Hávamál i Codex Regius och den svenska hednalagen, där runan ᛘ [mader], som betyder ”man” (fornnordiska: maðr), användes som synonym till man för att spara utrymme.

### Bindruna
Bindrunor är runtecken som sammanlänkats till en ligatur för att spara utrymme eller indikera något och återger traditionellt sina separata ljudvärden vardera. Jämför med samstavsrunor.
Bland äldre runor och anglofrisiska runor är det vanligt att bindrunor ristas så bistavarna länkar samman runorna (jämför nedan bildexempel).
|                             |                   |  |  |  |  |  |  |  |  |  |  |  |  |  |  |  |
| ᛋ ᛒ ᚢ ᚢ ᚱ ᚫ ᛞ ᚻ ᛏ ᛇ ᛒ ᚳ ᚪ ᛁ | ᚢ ᚢ ᚱ ᚫ ᚪ ᛞ ᚱ ᛒ ᛋ |  |  |  |  |  |  |  |  |  |  |  |  |  |  |  |
| S B U U R Ä D H T Ï B K A I | U U R Ä A D R B S |  |  |  |  |  |  |  |  |  |  |  |  |  |  |  |

Bindrunor i den yngre runraden återges främst genom att bistavarna (kvistarna) från två olika runtecken binds till samma huvudstav. Särexempel finns, såsom ur-runan, vilken om första runan i en bindruna kan få den andres bistavar på sin bistav. I andra exempel kan en runa spegelvändas för att bistavarna inte ska krocka.

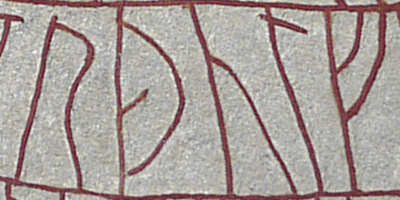
ᚱᛅᚦᚢᛚᚠ (RAÞULF?) på Rökstenen (800-tal).

Logotypen för tekniken Bluetooth utgörs av en bindruna hopsatt av runorna ᚼ [hagel] och ᛒ [birkal], representerade initialerna för Harald Blåtand (engelska: Harald Bluetooth) som givit namn åt tekniken.

### Kalenderrunor

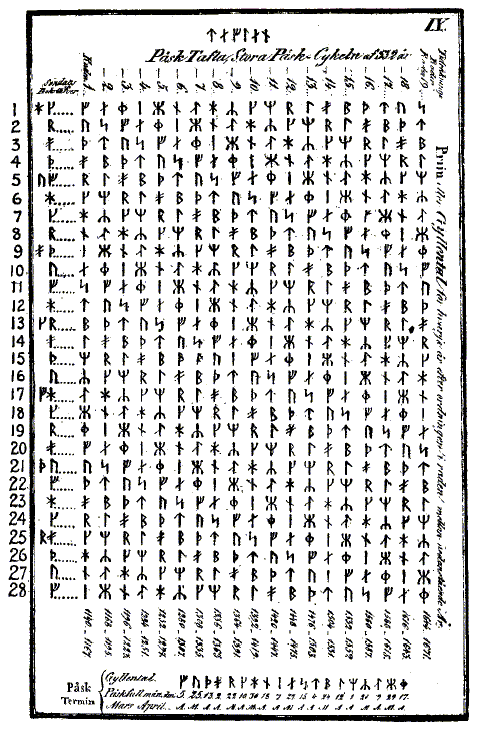
Runkalendertalva.

Kalenderrunor är medeltida runor som används som markör för veckodagar och gyllental på en runkalender eller dito runstav. 
Runstaven, består av två runrader.

#### Veckorunor
Den ena runraden, kallad veckostav, utmärker årets längd, på så sätt, att de 7 främsta runorna i futharken: ᚠ ᛬ ᚢ ᛬ ᚦ ᛬ ᚬ ᛬ ᚱ ᛬ ᚴ ᛬ ᚼ, representerar de sju veckodagarna (veckorunor) och upprepas 52 gånger efter veckorna under året, vilket ger 364 dagar ({\displaystyle 7\times 52=364}), vartill en runa tillägges, då året har 365 dagar, varigenom f-runan upprepas 53 gånger och börjar och slutar staven (året börjar med: f-runan den 1 januari, u-runan den 2 januari, þ-runan den 3 januari och så vidare).

#### Gyllental
Den andra runraden, kallad tungelrimstav eller primstav, utmärker gyllentalets 19 bokstäver, 19 stycken per månad, upprepade så ofta som nödvändigt för att visa månens skiften, varvid alla 19 runor står minst 12 gånger var med 7 runor stående 13 gånger.
Gyllentalets bokstäver utgörs av de 16 yngre runorna komplimenterade av 3 nya fyllnadsrunor för att beteckna de 19 gyllentalen: ᛮ [arlaug], ᛯ [tvemader], ᛰ [bälgturs], där även 16:e runan ᛦ [ýr] kan inräknas som fyllnadsruna då den i senare svensk runskrift blir skriftligt ovanlig (till förmån av dubbletten ᚤ [stungen ur]) och erhåller nytt icke-fonetiskt namn: ᛦ [stupmader] – se kalendervärdena i avsnitt § Talvärden.
| ᛦ [stupmader] | (gyllental 16) | tidigare y-runa, relegerad av dubbletten ᚤ [stungen ur] |
| ᛮ [arlaug]    | (gyllental 17) | bindruna av ᛆ [år] + ᛚ [lager]                          |
| ᛯ [tvemader]  | (gyllental 18) | bindruna av ᛘ [mader] + ᛦ [stupmader]                   |
| ᛰ [belgthor]  | (gyllental 19) | bindruna av två paralella ᚦ [turs]                      |

Dessa runor representerar gyllentalen, månens 19-åriga cykel (Metons cykel), och är inte placerade i en rak följd. De används för att räkna ut när påsken ska inträffa. De används också för att bestämma söndagsbokstaven så man vet vilka runor som ska beteckna vilka veckodagar, eftersom det ändras år från år. För att räkna ut gyllentalet dividerar man årtalet + 1 med 19 och divisionens rest blir det årets gyllental.
Vanligtvis skrevs andra tal ut som ren text på runstenarna.

### Lönnruna

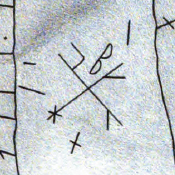
Runsten SÖ 133 med en form av korsarmsruna i mitten.

Lönnrunor är ett sätt att skriva runor så att man kan gömma textens innehåll (ett slags chiffer) för att ibland göra det svårt att läsa men ibland även för dekorationens skull. Två exempel på lönnrunor är isrunor och korsarmsrunor.

### Manuskriptruna
Manuskriptarunor (av latin: runica manuscripta) kallas runor som skrivits med penna på pergament eller papper. Ett känt exempel på en hel handskrift i manuskriptarunor är Codex Runicus, Skånelagen. 

### Samstavsruna

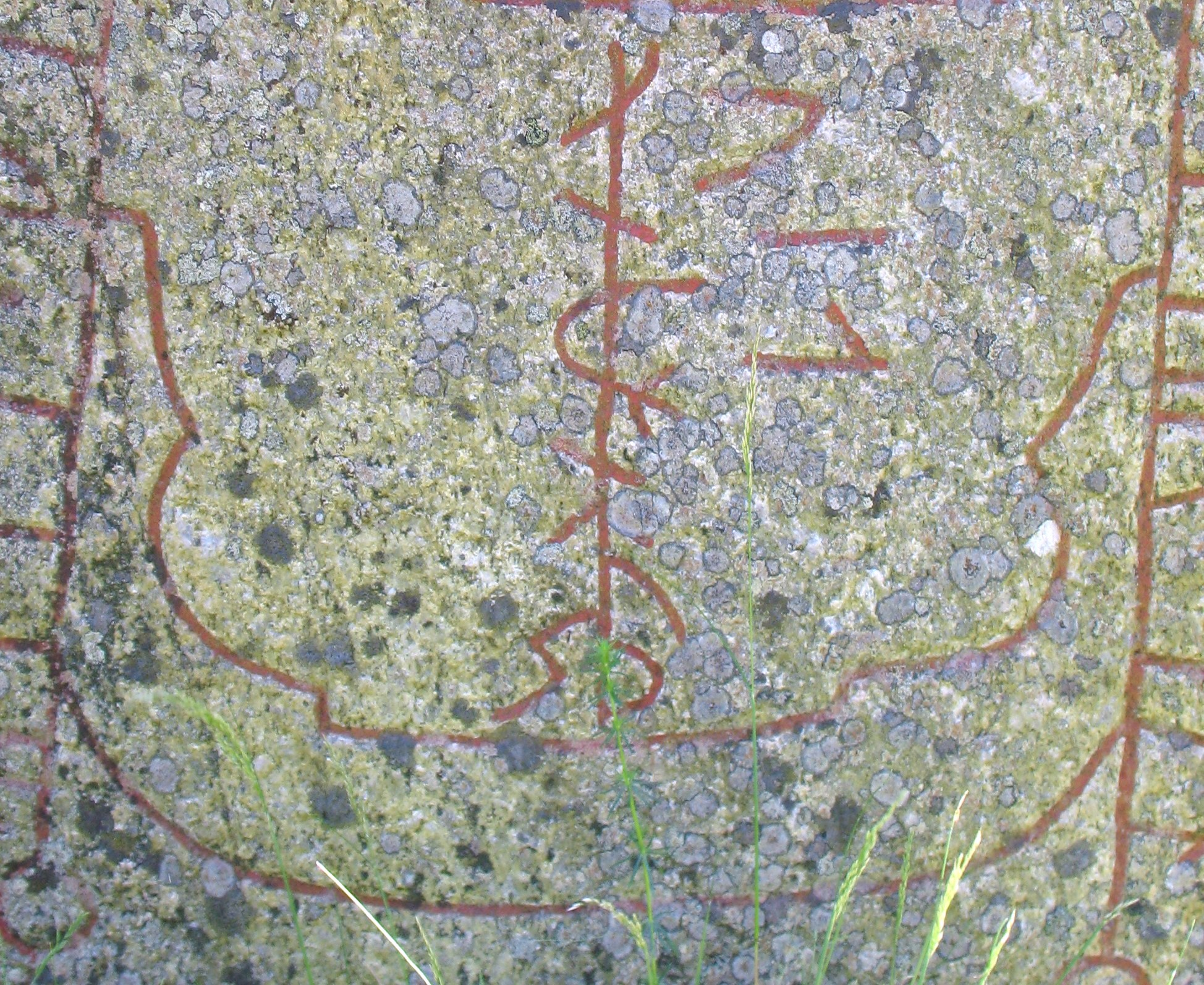
Samstavsrunorna på Södermanlands runinskrifter 158.

Samstavsrunor kallas en form av lodrät runskrift där runtecknen staplas på varandra så att deras huvudstavar kan länkas samman som en gemensam lång huvudstav. Jämför med bindrunor.

### Skiljetecken

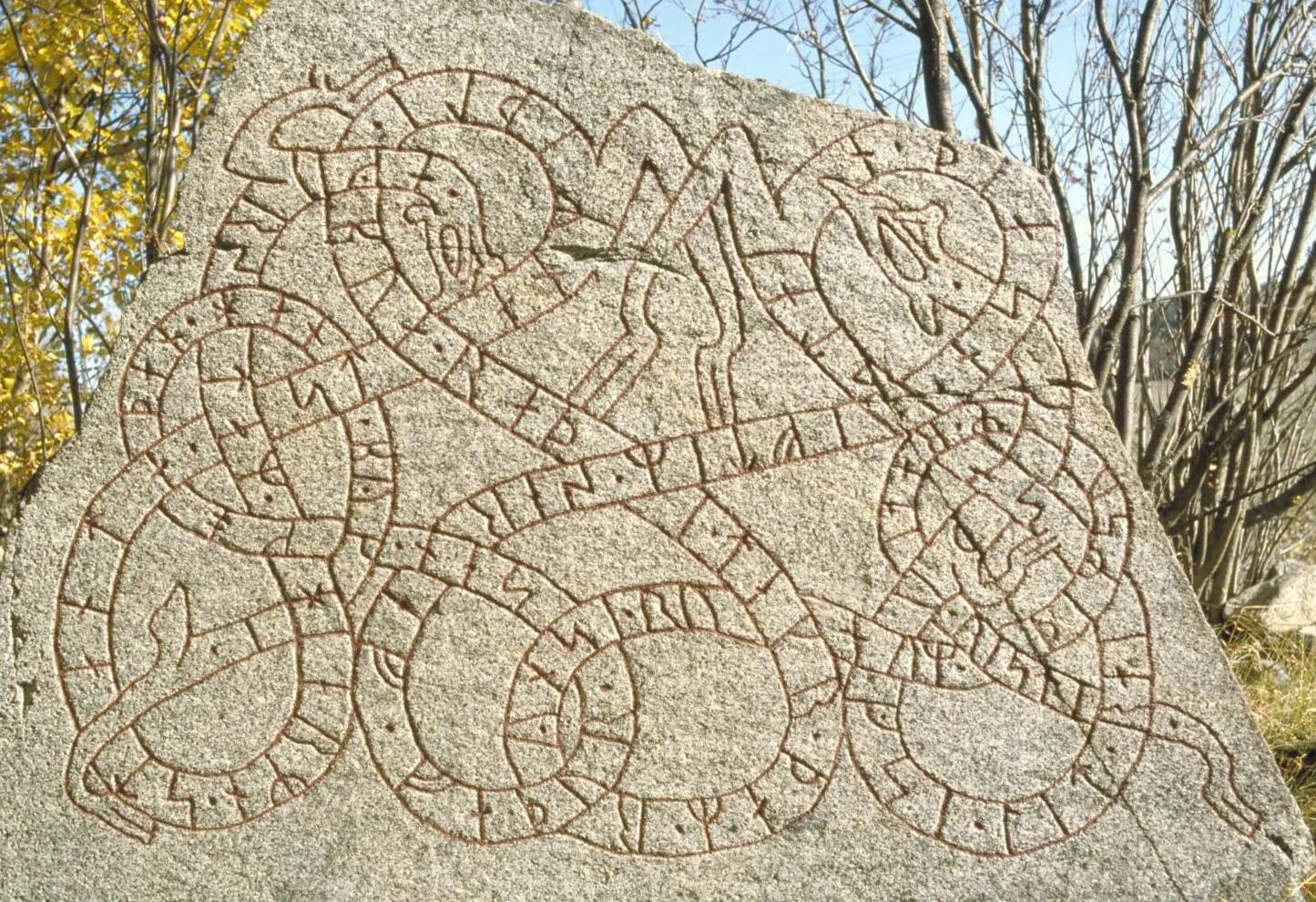
Runristning (U729) med prickar som skiljetecken.

Användningen av och formen på skiljetecknen varierar en hel del under forntiden. I de äldsta inskrifterna saknas ofta skiljetecken och det finns inte heller något mellanrum mellan orden. Först under vikingatiden blev skiljetecken vanligt förekommande.
Runiska skiljetecken används främst mellan ord eller meningar men stundom har de även använts i sammansättningar eller mellan ordsatser och ibland även mellan stavelser.
| Som punkt/komma:    | ᚦᚢᚱ ᚢᛁᚵᛂ ᛭ ᛆᚢᛂ ᛘᛆᚱᛁᛆ          | Þor vige – Ave Maria           | Tor vigde – Helga Maria          |
| Mellan ordsatser:   | ᛋᛁᛒᛁ ᛅᚢᚴ ᛫ ᛁᚢᚱᚢᚾ ᛅᚢᚴ ᛫ ᚦᚢᚱᚴᚢᚾ | Sibbi ok – Jórunn ok – Þorgunn | Sibbe och – Jorunn och – Torgunn |
| Som mellanslag:     | ᚦᚢᚱᚢᛁ ᛬ ᚱᛁᛋᚦᛁ ᛬ ᛋᛏᛁᚾ ᛬ ᛁᚠᛏᛁᛦ  | Þorvi – ræisti – stæin – æftiʀ | Torvi – reste – sten – efter     |
| I sammansättningar: | ᚼᚬᛚᛘ᛬ᛋᛏᛅᛁᚾ                    | Holm–steinn                    | Holm–sten                        |
| Mellan stavelser:   | ᛒᚯᚿᛐᛁ × ᚱᛁᛋ×ᛏᛁ × ᛘᛆᛚ×ᚱᚢᚿᚢ×    | Bóndi – ris–ti – mál–runu      | Bonde – ris–tade – mål–runor     |

I de äldsta inskrifterna består skiljetecknen ofta av många punkter staplade på varandra, ibland kallad "knottrig linje", såsom 3–4 punkter. Under vikingatiden är de vanligaste varianterna: ᛫ (prick), ᛬ (dubbelprick), ᛭ (kors) och × (kryss). Under medeltiden återkommer varianterna med många punkter.
| ᛫ | prick          |
| ᛬ | dubbelprick    |
| ⋮ | knottrig linje |
| ᛭ | kors           |
| × | kryss          |

## Runornas namn
Runor kallas inte efter deras ljudvärde som i latinsk skrift: A (/á/), B (/bé/), C (/sé/), D (/dé/) etc, utan var runa hade ett eget namn som hänvisade till runans huvudsakliga ljudvärde, främst via dess första stavelse, men i fåtal fall även via dess sista stavelse. Jämför med den latinska bokstaven Z [zäta], det grekiska alfabetet: alfa, beta, gamma, delta etc, eller även kinesiska skrivtecken. Var runa kunde därav även avge sitt namn istället för ett ljudvärde, då kallad begreppsruna. Ett exempel är svenska hednalagen, där runan ᛘ [mader], som ursprungligen betyder ”man” (fornvästnordiska: maðr), användes som synonym till man för att spara utrymme.
Ibland används begreppet runnamn om runornas enskilda namn men detta är även tvetydigt med personnamn i runinskrifter, där det senare föredras av Nordiska samarbetskommittén för namnforskning (NORNA).

### Rundikter
Runornas namn varierade något regionalt och lärdes ut genom så kallade rundikter, korta ramsor som beskrev namnet och därtill det huvudsakliga ljudvärdet, ibland med rim. Ett antal äldre och yngre rundikter har bevarats, där de kändaste är de fyra äldsta: anglosaxiska rundikten från 700-talet, fornnorska rundikten från 1200-talet och de fornisländska rundikterna: AM687d och AM461 från 1500 respektive 1550. Även svenska rundikter har bevarats, men då långt senare i modern tid. Trots detta finns några äldre svenska runverser nedtecknade, avtecknade av runologen Johannes Bureus på 1500-talet från en runstav som tros vara från samma tidsperiod.
I vissa fall kunde namnet vara desamma över flera regioner men med olika betydelser, såsom runan ᚢ [ur], vilket avsåg uroxe i den anglosaxiska rundikten, slagg i den fornnorska rundikten, och urväder i de fornisländska rundikterna etc.

### Äldre runnamnen
Notera att de äldre urgermanska namnen ej är dokumenterade. Det som visas nedan är vedertagna återskapelser baserat på senare material.
| Runa | Namn         | Betydelse      | Latin    | Runa  | Namn            | Betydelse                 | Latin    | Runa | Namn             | Betydelse      | Latin    |
| ---- | ------------ | -------------- | -------- | ----- | --------------- | ------------------------- | -------- | ---- | ---------------- | -------------- | -------- |
| ᚠ    | *fehu        | fä             | [f-runa] | ᚺ     | *hag(a)laz      | hagel                     | [h-runa] | ᛏ    | *Tē₂waz          | Tyr            | [t-runa] |
| ᚢ    | *ūruz / *ūrą | uroxe / vatten | [u-runa] | ᚾ     | *naudiz         | nöd                       | [n-runa] | ᛒ    | *berkanan        | björk          | [b-runa] |
| ᚦ    | *þurisaz     | turs           | [þ-runa] | ᛁ     | *isaz           | is                        | [i-runa] | ᛖ    | *ehwaz           | jor, häst      | [e-runa] |
| ᚨ    | *ansuz       | gud            | [a-runa] | ᛃ     | *jēra-          | äring (årsväxt, årsskörd) | [j-runa] | ᛗ    | *mannaz          | man            | [m-runa] |
| ᚱ    | *raidō       | rida, resa     | [r-runa] | ᛈ     | *perþō?         | ?                         | [p-runa] | ᛚ    | *laguz / *laukaz | lög, lag / lök | [l-runa] |
| ᚲ    | *kauną?      | ?              | [k-runa] | ᛇ     | *ē2haz / *ē2waz | idegran                   | [ï-runa] | ᛜ    | *Ingwaz          | Ingvar?        | [ŋ-runa] |
| ᚷ    | *gebō        | gåva           | [g-runa] | ᛉ     | *algiz?         | älg                       | [z-runa] | ᛞ    | *dagaz           | dag            | [d-runa] |
| ᚹ    | *vunjō       | fröjd          | [w-runa] | ᛊ / ᛋ | *sōwilō         | sol                       | [s-runa] | ᛟ    | *ōþala-          | odal           | [o-runa] |

### Anglosaxiska runnamnen
Notera att nedan namn främst härrör anglosaxiska rundikten som ursprungligen skrevs ner någon gång under 700-talet eller möjligen 800-talet. Betydelserna kan ha skiftat i senare fornengelska.
| Runa | Namn | Betydelse  | Latin    | Runa  | Namn   | Betydelse    | Latin    | Runa | Namn     | Betydelse | Latin    | Runa | Namn | Betydelse | Latin     |
| ---- | ---- | ---------- | -------- | ----- | ------ | ------------ | -------- | ---- | -------- | --------- | -------- | ---- | ---- | --------- | --------- |
| ᚠ    | feoh | fä         | [f-runa] | ᚻ     | hægl   | hagel        | [h-runa] | ᛏ    | Tī / Tīr | Tyr       | [t-runa] | ᚪ    | āc   | ek        | [e-runa]  |
| ᚢ    | ūr   | uroxe      | [u-runa] | ᚾ     | nȳd    | nöd          | [n-runa] | ᛒ    | beorc    | björk     | [b-runa] | ᚫ    | æsc  | ask       | [æ-runa]  |
| ᚦ    | þorn | torn       | [þ-runa] | ᛁ     | īs     | is           | [i-runa] | ᛖ    | e(o)h    | jor, häst | [e-runa] | ᚣ    | ȳr   | ?         | [y-runa]  |
| ᚩ    | ōs   | gud        | [o-runa] | ᛡ / ᛄ | gēr    | år, årsskörd | [j-runa] | ᛗ    | man      | man       | [m-runa] | ᛠ    | ēar  | ?         | [ea-runa] |
| ᚱ    | rād  | rida, resa | [r-runa] | ᛈ     | peorð  | ?            | [p-runa] | ᛚ    | lagu     | lög, lag  | [l-runa] |      |      |           |           |
| ᚳ    | cēn  | fackla     | [c-runa] | ᛇ     | ēoh    | idegran      | [ï-runa] | ᛝ    | Ing      | Ingvar?   | [ŋ-runa] |      |      |           |           |
| ᚷ    | gyfu | gåva       | [g-runa] | ᛉ     | eolhx? | älg          | [x-runa] | ᛞ    | dæg      | dag       | [d-runa] |      |      |           |           |
| ᚹ    | wynn | fröjd      | [w-runa] | ᛋ / ᚴ | sigel  | sol          | [s-runa] | ᛟ    | ēðel     | odal      | [œ-runa] |      |      |           |           |

Den 28-typiga anglofrisiska runraden expanderas i England under sitt senare skede och utökades med 1-8 runor för att bättre täcka det fornengelska språket. Fem av dessa återfinns i mer än en instans och kallas samlat med resterande anglosaxiska runor för den 33-typiga anglosaxiska runraden. Utöver de fem nämnda runorna har även en sjätte extra-runa fått ett unicode-tecken, trots att det enbart återfinns på Ruthwellkorset.
Nedan ordning är ej standardiserad. Sista runan hör ej till den 33-typiga runraden.
| Runa | Namn   | Betydelse    | Latin     |
| ---- | ------ | ------------ | --------- |
| ᛡ    | īor    | bäver?/fisk? | [īo-runa] |
| ᚸ    | gār    | gere, spjut  | [ḡ-runa]  |
| ᛣ    | calc   | kalk?        | [k-runa]  |
| ᛢ    | cweorð | ?            | [q-runa]  |
| ᛥ    | stan   | sten         | [st-runa] |
| ᛤ    | ?      | ?            | [k̄-runa]  |

## Talvärden
Likt vissa andra skrivsystem, såsom det grekiska och det gotiska alfabetet, kunde runorna användas för att ange talvärden enligt olika system.

### Romerska siffor
I det fornengelska manuskriptet Bedae Historia Saxonice (Corpus Christi College, MS 041), tillkommet under 1000-talet, har på sidan 448 den anglosaxiska runinskriften ”ᛉᛁᛁ⁊ᛉᛉᛉᛋᚹᛁᚦᚩᚱ”, alltså XII ⁊ XXX sƿiþor, som antas avse ”12 & 30 mer” (12 + 30 = 42?), där XII och XXX representerar romerska numren 12 och 30 respektive. Tecknet ⁊ är ett så kallat ”tironiskt et”, likvärdigt & [et-tecken], och används i Skottland och Irland för att representera 'och'. Begreppet sƿiþór (där ƿ [wynn] representerar samma ljud som w, alltså swiþór) är fornengelska för ”mer, mer så, mer åt”.

### Kalendervärden

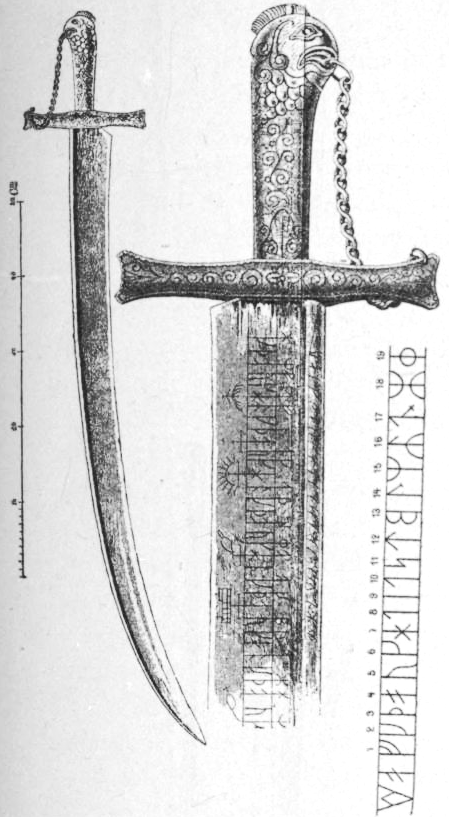
Thomas Müntzers "lie-svärd" graverad med en runkalender.

Det vanligaste och mest historiska talsystemet för runor var som kalenderrunor för gyllental från 1 till 19, i likhet med det pentadiska talsystemet.
På en tyskt sabel med motkrökt klinga (”lie-svärd”) som enligt myten tillhörde Thomas Müntzer (1489–1525), även hänvisat som ett ”runsvärd”, finns en runkalender graverad med följande talordning för kalenderrunorna (standardiserade unicode-runor används nedan, där originalsvärdet har okonventionella former för vissa runor):
| Runa     | ᚠ | ᚢ | ᚦ | ᚯ | ᚱ | ᚴ | ᚼ | ᚾ | ᛁ | ᛅ  | ᛋ  | ᛏ  | ᛒ  | ᛚ  | ᛘ  | ᛦ  | ᛮ  | ᛯ  | ᛰ  |
| Talvärde | 1 | 2 | 3 | 4 | 5 | 6 | 7 | 8 | 9 | 10 | 11 | 12 | 13 | 14 | 15 | 16 | 17 | 18 | 19 |

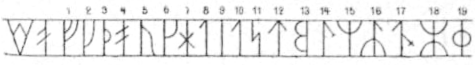
”Runsvärdets” runkalender.

En runstav från Älvdalens socken, daterat till kring 1600-talet, har ungefär samma ordning som ovan men med start från ᚦ [turs/dors], där futhark-början ᚠᚢ följer ᛰ [bälgturs] (gyllental 19) och sedan återupprepas i svaga konturer. Typografin är snarast det medeltida runalfabetet men avviker för runan ᚦ [turs/dors] som istället efterliknar den vanliga dalrunska formen D, samt för gyllentalsrunan ᛮ [arlaug] som istället avbildats som ᛏ [långkvist tyr].
Nedan anges de traditionella gyllentalen per runa, ej efter runföljd.
| Runa     | D | ᚮ | ᚱ | ᚴ | ᚼ | ᚾ | ᛁ | ᛅ  | ᛋ  | ᛐ  | ᛒ  | ᛚ  | ᛘ  | ᛦ  | ᛏ  | ᛯ  | ᛰ  | ᚠ | ᚢ | ᚠ | ᚢ |
| Talvärde | 3 | 4 | 5 | 6 | 7 | 8 | 9 | 10 | 11 | 12 | 13 | 14 | 15 | 16 | 17 | 18 | 19 | 1 | 2 | 1 | 2 |

### Kabbalistiska talvärden
I sin bok Runa ABC boken (1611), angav den svenska fornforskaren Johannes Bureus (1568–1652) kabbalistiska talvärden för de då 15 runorna. Talvärdena följer:
| Runa     | ᚠ | ᚢ | ᚦ | ᚬ | ᚱ | ᛬ | ᚴ  | ᚼ  | ᚾ  | ᛁ  | ᛅ  | ᛬ | ᛍ   | ᛐ   | ᛒ   | ᛚ   | ᛘ   |
| Talvärde | 1 | 3 | 5 | 7 | 9 | ᛬ | 10 | 30 | 50 | 70 | 90 | ᛬ | 100 | 300 | 500 | 700 | 900 |

## Magisk innebörd
Runorna har inte bara tjänat som ett praktiskt sätt att kommunicera och ge människor möjlighet att bevara minnen, utan de har också haft en magisk innebörd. Själva ordet "runa" betyder ursprungligen "hemlighet" och "magiskt tecken". Runorna delar dessa tre egenskaper med alla alfabet som de anses härstamma från. Den magiska användningen av det grekiska alfabetet är dock relaterad till att dess bokstäver också användes för att representera tal. Liknande förhållande återfinns i viss utsträckning även i det romerska alfabetet.
I vissa av de orientaliska mysteriereligioner som med tiden vann insteg bland romarna och tävlade med kristendomen i popularitet, spelade bokstävernas mystik en stor roll. Om detta vittnar inskrifter både på religiösa monument och på amuletter. Senantikens hela tankevärld var fylld av talmystik och bokstavsmagi. Därför vore det inte underligt om de germanska folken vid sin beröring med den romerska kulturen mottog starka intryck av denna mystik. Möjligen kan de också ha påverkats av de keltiska prästernas, druidernas, hemliga vetande och magiska konster. Vad runorna beträffar tyder redan deras namn på deras förbindelse med gudarnas eller demonernas värld. I den vanliga yngre runraden hette exempelvis runan ᚦ Þurs: turs eller jätte, ᚫ ås: gud, ᚼ hagall: hagel, ᚾ nauð: nödtvång, oundvikligt öde, ᛅ ar: äring, årsväxt, ᛋ sol. ᛏ bar guden Tyrs namn och ᛣ: yr betydde idegran, ett träd som sedan urminnes tid varit heligt hos germanerna. Dess ved ansågs som det verksammaste medlet mot häxeri. Idegranen var för nordliga länder vad cypressen var för Södern: ett träd som symboliserade livet efter döden.
Varje runa ansågs stå i förbindelse med någon övernaturlig makt, ond eller god, och kunde därför brukas antingen till att gagna en själv och ens vänner eller till att skada ens fiender. Med runornas hjälp trodde man sig också kunna utforska framtiden.

## Redovisning av runinskrifter
Vikingatida runinskrifter brukar redovisas i tre steg:
1. Inskrift: Inskriften redovisas precis som den står, men varje tecken byts ut mot sin latinska motsvarighet vilket kallas translitterering. Inskriften återges med fet stil och man kan välja ett annat skiljetecken mellan ord än det ursprungliga.
2. Uttal: Det förmodade uttalet anges med kursiv stil. För detta används kunskaper i fornnordiska och kännedom om runstavningsregler.
3. Betydelse: En översättning till nutidsspråk anges inom citationstecken. Man brukar dock behålla den ursprungliga ordföljden.

Exempel på redovisning av inskrift, uttal och betydelse från Gripsholmsstenen:
þaiʀ furu : trikila : fiari : at : kuli
þæiR foru drængila fiarri at gulli
"De foro manligen fjärran efter guld"
Det 16-typiga futharken translittereras vanligen fuþãrk : hnias : tbmlʀ, men þ skrivs ibland som th (med risk för att läsaren tror att det är de två runorna t och h) och ã skrivs även o.

## Unicode-runor
I Unicode är sammanlagt 81 (+8 tillägg i Unicode 7.0) teckenkoder allokerade: 75 är runor, tre skiljetecken och resterande tre tecken som användes i runstaven (skandinaviska kalendern). Tecknen spänner över området 16A0–16FF (hexadecimalt). I nyare operativsystem, såsom Windows 7 och senare, stöds runor sannolikt direkt. Om inte de nedanstående tecknen syns behövs en unicodefont som stödjer runor, exempelvis Junicode, Free Mono, Caslon Roman, Code2000 eller Segoe UI Symbol.

## Runliknande tecken

### Etruskiska alfabetet
Etruskiska alfabetet var ett alfabet som brukades i delar av Italien och vidare under andra halvan av tusentalet före Kristus. Tecknen liknar runor och har möjligen visst släktskap med de senare germanska runorna. Flera tecken är identiska till utformningen men skiljs annars helt i ljudvärde. Den äldsta kända urgermanska skriften återfinns på Negauhjälmen (Negau B) och är skriven med det etruskiska alfabetet.

### Orchonskrift
Orchonskrift, som är runliknande tecken av turkiskt ursprung, kallas ibland lite missvisande för "orchonrunor".

### Ungerska runor
Ungerska runor är inte besläktade med de germanska, men kallas ändå runor på grund av likheten med de germanska. Av vad som är känt är majoriteten skrifter med ungerska runor förstörda av Stefan I av Ungern (975–1038), eftersom de ansågs hedniska, men skriftsystemet brukades ända in till 1850-talet i Transsylvanien.

## Pseudorunor

### Armanenrunor

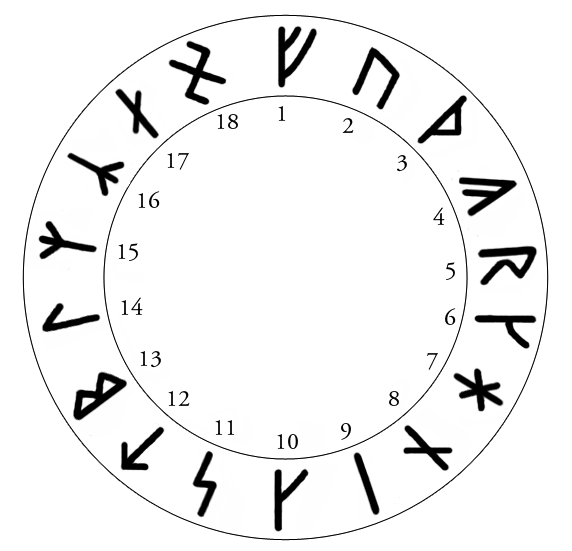
Guido von Lists 18 armanenrunor traditionellt placerade i en cirkel.

Armanenrunor är 18 pseudo-runor sammanställda av den österrikiske mystikern och rasideologen Guido von List (1848–1919) under 1900-talets början. von List sammanställde runorna 1902 och beskriver dem i sin skrift Das Geheimnis der Runen (”Runornas hemlighet”), publicerad som en tidningsartikel 1906, och som en fristående publikation 1908.
Armanenrunorna bygger främst på de historiska yngre runorna och användes av von List för att utveckla en sorts modern runmagi. Namnet syftar till att associera runorna med von Lists ariosofiska rasreligion Armanism och dito begrepp. Runorna fortsätter att användas idag inom nynazism, esoterism, nyhedendom och New Age-rörelser. När det gäller runmagi inom New Age och ockulta kretsar i ett internationellt perspektiv utövar armanenfutharken och arvet efter von List fortfarande störst inflytande.

### SS-runor
SS-runor (tyska: SS-Runen) är esoteriska runliknande insignier inom Nazismen, ursprungligen introducerade av nazityska paramilitära echelongen SS (Schutzstaffel) under slutet av 1920-talet som symboler för olika aspekter av nazistisk ideologi och ariosofi med mera. De representerade också dygder som sågs som önskvärda hos SS-medlemmar, och baserades på rasideologen Guido von Lists påhittade Armanenrunor, vilka löst baserats på de historiska runalfabeten.

## Modern runmagi
Olika varianter av runmagi utövas i modern tid. Flera bygger på Guido von Lists armanenrunor och utövas bland annat inom ariosofisk ockultism men även New Age. Andra former bygger på nyhedendom och de myter som går kring historisk runmagi. Vissa utövanden liknar tarotspådom och dito.

### Ariosofi
Den yngre futharken inspirerade till en nyutvecklad sorts runmagi i början av 1900-talet, via framförallt den österrikiske ockultisten Guido von Lists armanenrunor inom ariosofin, en kombination av runmystik och rasistisk ockultism. Armanenrunor användes inte huvudsakligen till skrift utan agerade främst symboler. Utöver runor var också hakkorset en viktig symbol för von Lists ariosofi. Detta i kombination med von Lists fascination för antisemitism skapade grogrunden för de extremt högerorienterade ockulta grupperna Thulesällskapet och Germanenorden.
Armanenrunor inspirerade efterföljaren Siegfried Adolf Kummer till sina idéer kring ett slags "runyoga", presenterad i Heilige Runenmacht (1932) och det är Kummers idéer som ligger till grund för många nutida runmagikers användande av armenanrunor. Kummers symbolik har använts av bland annat SS och Svensk socialistisk samling och är det som idag samlat brukar kallas SS-runor.
Guido von Lists ariosofi och armanenrunor överlevde Andra världskriget och har visat sig populära inom nynazistiska ockultistiska grupper, och även hos Adolf Schleipfers Armanenorden 1976 och Jürgen Riegers Artgemeinschaft. Vissa andra nutida teoretiker, som Savitri Devi, Miguel Serrano och Karl Wiligut rubriceras ibland som ariosofiker. Ett svenskt exempel på överlevande ariosofi med runmagi är boken Nordisk magi av Karl Gungner (pseudonym för Åke Bylund) där det bland annat talas om utomjordiska arier – tankar som är besläktade med von Lists efterföljare, den nazistiske tänkaren Jörg Lanz von Liebenfels böcker.

#### Icke-ariosofisk ockultism
Armanenrunorna genomgick en reningsprocess efter andra världskriget, som gjorde att de kunde användas även av icke-nazistiska ockultister och New Age-grupperingar. Framför allt var Karl Spiesberger engagerad med att reformera runsystemet och rensa det från rasistiska drag av von List och Kummer. Spiesberger placerade hela runsystemet i ett "pansofiskt" eller "ecklesiastisk" kontext för att rädda det. På senare tid har Karl Hans Welz, Stephen E. Flowers, Adolf Schleipfer, Larry E. Camp och Victor Ordell L. Kasen fortsatt arbetet med att försöka lösgöra armanenrunorna från varje konnotation till rasism, antisemitism och de tänkare som faktiskt uppfann armanenrunorna.
När det gäller runmagi inom New Age och ockulta kretsar i ett internationellt perspektiv utövar armanenrunorna och arvet efter von List fortfarande störst inflytande.[källa behövs]

### Bureus, Agrell och New Age
En mindre spridd linje av modern runmagi kan sägas utgå från dels Johannes Bureus runologiska idéer på 1600-talet kring en så kallad ”Adulruna” och ”runkabbala”, samt Sigurd Agrells uthark-teori från 1930-talet. Då dessa idéer i grunden saknar beröringspunkter med antisemitism och Guido von List har de blivit allt mer populära i ockulta New Age-kretsar som till exempel den svenska grupperingen Dragon Rouge, där grundaren Thomas Karlsson gett ut böcker kring både Bureus och Agrells runidéer (även på engelska).
Till denna linje av runmagi hör även författaren Atrid Grimssons (pseudonym för Jörgen Eriksson) Runmagi och shamanism (1990) som bland annat utgår från Agrells uthark-teori och blandar den med healing och modern shamanism.[källa behövs]